# Xysticus arenarius
Xysticus arenarius es una especie de araña cangrejo del género Xysticus, orden Araneae. Fue descrita científicamente por Thorell en 1875.

## Distribución geográfica
Se distribuye por Ucrania.